# S/2004 S 37
S/2004 S 37 és un satèl·lit natural de Saturn. El seu descobriment va ser anunciat per Scott S. Sheppard, David C. Jewitt i Jan Kleyna el 8 d'octubre de 2019 a partir d'observacions realitzades entre el 12 de desembre de 2004 i el 2 de febrer de 2006.
S/2004 S 37 té uns 4 quilòmetres de diàmetre i orbita Saturn a una distància mitjana de 15,892 Gm en 748,18 dies, amb una inclinació de 163° respecte a l'eclíptica, en direcció retrògrada i amb una excentricitat de 0,497.